# 九节龙
九节龙（学名：Ardisia pusilla）为报春花科紫金牛属下的一个种。

## 扩展阅读
- 維基物種上的相關：九节龙